# Walerian Borowczyk
Walerian Borowczyk (Kwilcz, 1923. szeptember 2. – Párizs, 2006. február 3.) lengyel filmrendező, forgatókönyvíró és díszlettervező. Az '50-es–'60-as években készített alkotásainak köszönhetően az animációs film egyik megújítójaként tartják számon. Rövidfilmjeire a szürrealizmus hatása és sajátos fekete humor jellemző. A '60-as évek végétől forgatott játékfilmeket. Az Erkölcstelen mesék (1974) című munkája tette világhírűvé, ezután érdeklődése középpontjában az erotika állt. A '90-es évek elején felhagyott a filmkészítéssel.

## Az animáció mestere
Borowczyk elvégezte a krakkói Képzőművészeti Akadémiát, ahol festőművészetet tanult. Ezt követően képzőművészettel foglalkozott, festett és litográfiákat készített. 1946-ban forgatta első (rövid)filmjét. Kis időre Franciaországba költözött, ahol animációs rövidfilmek készítésével bízták meg. 1953-ban Lengyelországban Állami Díjat kapott a litográfiáiért. Tevékenységi körét rövidesen filmplakátok tervezésével bővítette. Jan Lenicával közösen készített három rövidfilmje közül főleg a Ház (1958) aratott jelentős nemzetközi sikert. A filmet az animációs műfaj legjelesebb darabjai között tartják számon. Az elismerések ellenére mindkét alkotó külföldre távozott, hogy művészetét kibontakoztassa, mivel erre az '50-es évek végének Lengyelországában nem voltak igazán kedvezők a feltételek. Borowczyk ismét Franciaországot választotta, ahol Chris Marker társaságában készítette el az Űrhajósok (1959) című filmjét. Vegyes technikát alkalmaztak, grafikák és metszetek képeit váltogatták valódi sci-fi felvételekkel. Borowczyk az ún. stop-motion technikával forgatta a Renaissance (1963) című filmjét, melyben elpusztult tárgyak születnek újjá, hogy végül újra megsemmisüljenek az utolsóként egésszé vált tárgynak, egy bombának köszönhetően. A nyomasztó hangulatú Angyaljáték (1964) a náci lágerek emberkísérleteinek, továbbá a sztálini erőltetett iparosításnak és kollektivizálásnak az allegóriája. Rosalie (1966) című alkotása lényegében egy gyerekgyilkossággal vádolt nő monológja. Borowczyk Rosalie szelíd arcának képét a bűncselekmény tárgyainak bemutatásával váltogatja. A mű alapja Guy de Maupassant egyik novellája volt: az irodalmi kötődés később Borowczyk játékfilmjeinek egyik jellemzője lett. 1967-ben Monsieur és Madame Kabal színháza címmel elkészítette első egész estés animációs filmjét.

## Az első játékfilmek
Animációs műveinek hangulata, szürrealizmus és fekete humor jellemzi első játékfilmjét, amely 1968-ban készült Goto, a szerelem szigete címmel. A lényegében fekete-fehér alkotásnak tulajdonképpen két helyszíne van: egy hatalmas csarnok és egy tengerpart. Képi hatásmechanizmusára a nagytotálok és nagyközelik szándékosan zavaró váltakozása jellemző. Elemzők szerint Borowczyk filmjére Alfred Jarry Übü király című műve is hatott. A Goto fontos cselekményszála egy tiltott szerelem, melyet a féltékeny férj közbeavatkozása hiúsít meg. Ez a motívum hangsúlyosabb szerepet kapott a rendező Blanche (1971) című alkotásában, melyet Vér és liliom címmel Magyarországon is bemutattak. (A szerelmes nő alakját mindkét filmben Borowczyk felesége, Ligia Branice formálta meg.) A kiindulópontot ezúttal Juliusz Słowacki Mazeppa című drámája jelentette. A Goto, a szerelem szigete szürrealisztikus stílusával szemben a Vér és liliomra inkább a romantika jellemző. Borowczyk játékfilmjeiben – akárcsak korábbi rövidfilmjeiben – megfigyelhető a tárgyak hangsúlyos szerepe: általában szigorúan funkcionális díszleteket használt (némelyiket saját maga tervezte), s egy-egy közelképekben bemutatott tárgynak fontos szerepe van valamelyik szereplő vagy a szituáció jellemzésében, illetve a hangulatfestésben.

## Erkölcstelen mesék

Erkölcstelen mesék

Borowczyk rendezői pályáján az Erkölcstelen mesék (1974) jelentette a fordulatot. A négy epizódból álló film nagy feltűnést keltett. Általa azok is megismerték a lengyel rendező nevét, akik korábbi műveiről nem is hallottak. A '70-es évek első felében az erotika végérvényesen polgárjogot nyert a filmművészetben, s kisebb-nagyobb cenzurális huzavonák után egyre több olyan film került széles körű forgalmazásba, melyekben a szexualitás a korábbiakhoz képest meghökkentő nyíltsággal jelent meg. Az Emmanuelle-féle esztétikailag szép, ám alapvetően felületes mozgóképekkel szemben az Erkölcstelen mesékben az erotika valóban a művészet szintjére emelkedett Borowczyk különleges stílusának, egyedi képi látásmódjának köszönhetően. A film első epizódja, A dagály André Pieyre de Mandiargues egyik műve alapján készült. (Borowczyk később is többször ihletet merített a szerző írásaiból.) A történet ifjú főszereplője a tengerparton a testi szerelem rejtelmeibe vezeti be unokahúgát: a rendező a nemi vágy elhatalmasodását a növekvő dagállyal állítja képi párhuzamba. A Thérèse filozófiája című történet hősnője magányos örömöket él át. Ebben az epizódban a tárgyakat lírai módon ábrázoló Borowczyk érvényesül. Az utolsó két mese történelmi vonatkozású. A Báthory Erzsébet c. rész a híres-hírhedt csejtei várúrnőről szól, aki a legenda szerint szűzlányok vérében fürdött, hogy megőrizze szépségét. Borowczyk nem a történelem, hanem a látvány felől közelített a legendához: a vérrel teli dézsa, a nagyasszony fürdőzése hatásos módon elevenedett meg a kamerák előtt. (Báthori Erzsébet szerepét Paloma Picasso alakította, a zseniális festő, Pablo Picasso leánya.) Az utolsó történet a vérfertőző Borgiák históriáját idézi fel, ám az ellentét a családtagok fajtalankodásának képsorai és az erkölcstelenséget kipellengérező Savonarola szónoklatai között kissé didaktikus.
A későbbi Borowczyk-játékfilmek is „erkölcstelen mesék” vagy éppenséggel egy bűn történetét mondják el, mint például a Stefan Żeromski regényéből Lengyelországban forgatott alkotás: A bűn története (1975) a rendező egyik legjobb játékfilmje, melyben téma és forma összhangja valósult meg. A korábban már kétszer is megfilmesített melodráma egy polgári származású lány gyilkossá és utcalánnyá züllésének romantikus története, melyet Borowczyk kitűnő lengyel színészek és technikai munkatársak segítségével valósított meg.
Cenzúra és értetlenség fogadta viszont A bestia (1975) című munkáját, amely a Szépség és a Szörnyeteg jól ismert meséjének abszurd-szürrealisztikus feldolgozása. A produkció egy részlete, Romilda és a medveszerű szörnyeteg egyesülésének morbid képsora eredetileg az Erkölcstelen mesék ötödik epizódja lett volna, de Borowczyk akkor nem használta fel a jelenetet, hanem később egy kerettörténettel önálló filmmé bővítette. A bestia az ember bensejében rejlő „állat”-ról szól, a legmélyebb ösztönöket hozza felszínre. Valóság és fantázia keveredik a rendező univerzumában, melyben az erdő jelképezi az ösztönök világát. Az ártatlan bárányka után az erdőbe induló Romilda a megjelenő szörny elől menekülve fokozatosan szabadul meg a futását nehezítő súlyos ruháitól – és a gátlásaitól. A bizarr aktusban hamar átveszi az irányító szerepét, s a szörny végül holtan marad ott az avaron. Romilda és a szörny legendáját a kerettörténet hősnője, a szexuális beavatás (=házasság) előtt álló menyasszony idézi fel felajzott fantáziáiban, miközben kielégületlenségében maszturbáláshoz folyamodik. A bestia szereplői egyébként különféle szexuális devianciáknak hódolnak: Romildáról már volt szó, a kerettörténet bestiája viszont menyasszonya helyett a párzó lovak iránt mutat különös érdeklődést, a fiatal nevelőnő a néger inassal üzekedne, ám együttlétüket rendre megzavarják, az esküvői ceremóniára odarendelt pap pedig a ministránsfiúkat simogatja gyanút ébresztő módon. Borowczyk a szexualitást, az „elemi ösztönök”-et alapvetően a nő oldaláról ábrázolja mindegyik filmjében, s ez a női érzékiség gyakran jár együtt a (többnyire a hímnemű szereplőket sújtó) halállal.
De Mandiargues La Marge című regénye alapján készült a Periféria (1976), amely bizonyos motívumai miatt Bernardo Bertolucci Utolsó tangó Párizsban (1972) című alkotásával rokonítható. Borowczyk főhőse, Sigismond (Joe Dallesandro) egy üzleti út során alkalmi kapcsolatot létesít Dianával, az arisztokratikus viselkedésű utcalánnyal (Sylvia Kristel). Később táviratban értesül szeretett családja tragédiájáról, ám a prostituált továbbra is csupán a testiséget akarja nyújtani számára, az érzelmeket nem.

## A romlás démonai
A vallási és a szexuális megszállottság összefüggései jelentik az Egy kolostor belsejében (1977) témáját. A filmet Stendhal Római séták (1828) című művének egyik részlete ihlette. Borowczyk alkotása ismét a cenzúra közbeavatkozását váltotta ki, mivel az egyik jelenetben az Olivia Pascal megformálta apáca önkielégítést végez egy olyan segédeszközzel, melynek végére egy Jézusra emlékeztető férfi képét festették: a dildo mozgása a vaginában néhány pillanatig félreérthetetlenül látható. A kritikák zömmel elmarasztalóak voltak, a rendező azonban kedvelte ezt a munkáját, mert forgatás közben a lehető legnagyobb művészi szabadságot élvezte. Az Egy kolostor belsejében egyik érdekessége, hogy együtt szerepel benne a rendező felesége, korai alkotásainak hősnője, Ligia Branice és kései munkáinak múzsája, Marina Pierro.
A romlás démonai (1979) három epizódjának hősnői különböző korokban élnek, ám közös bennük, hogy végzetes módszerekkel vesznek elégtételt azokon, akik ki akarják használni őket. Margherita például megmérgezi a férfiakat – köztük Raffaellót, a festőt, akinek modellt állt –, de előzőleg kicsalja a pénzüket. (Az egyik gyilkossági jelenet A bűn története hasonló epizódját idézi fel.) Marceline egy kisnyúl iránt táplál gyengéd érzelmeket. Amikor az állatot a gúnyolódó szülők ebédre tálalják fel a mit sem sejtő lánykának, Marceline bosszút áll. Egy másik állat, egy kutya bizonyul a harmadik „démon”, Marie legjobb barátjának. Frank Wedekind hősnője, Lulu ugyancsak romlást hoz előbb hódolóira, végül önmagára, sőt némi túlzással a rendezőre is: a Lulu (1980) ugyanis Borowczyk talán legnagyobb bukása lett. A filmet minden idők legrosszabb Wedekind-adaptációjaként emlegeti a zord kritika, s a rendező azt követő alkotásai sem lettek már sikeresek. A Doktor Jekyll és a nők (1981) Robert Louis Stevenson ismert regényének provokatív feldolgozása, melyben az Udo Kier megformálta főszereplő átváltozásai a viktoriánus erkölcsök, a képmutatás és a szexuális elfojtás elleni lázadás szimbólumai is.
Ovidius ihletésére született A szerelem művészete (1983), melyet azonban Borowczyk nem érzett a sajátjának. Állítólag a producer utólag obszcén képsorokat vágott a filmbe a rendező tudtán kívül. (Érdekes a hasonlóság Tinto Brass esetével, aki hírhedt műve, a Caligula kapcsán állított hasonló dolgokat.) Ennél is rosszabb emlékei fűződnek azonban az Emmanuelle V (1987) című filmhez, melynek forgatásán annyira elfajultak a vitái a producerrel és a címszerepet játszó csillagocskával, az amerikai Monique Gabrielle-lel, hogy Borowczyk kiszállt a produkcióból. Utolsó játékfilmjét, a Szerelmi rítust (1988) szintén André Pieyre de Mandiargues egyik írása alapján készítette. Ezenkívül négy részt forgatott a francia televízió Magyarországon sem ismeretlen erotikus sorozata, a Série rose (Rózsaszín sorozat) számára, majd felhagyott a filmkészítéssel.
Borowczyk két könyvet írt Anatomia diabła (1992) és Moje polskie lata (2001) címmel. Utóbbi mű életének lengyelországi eseményeiről szól, s a szerző hosszasan foglalkozik benne A bűn története elkészítésének zaklatott körülményeivel.

## Ismertebb filmjei

### Rövidfilmek, animációs filmek, tévéfilmek
- 1946 Mois d'août
- 1954 Atelier de Fernand Léger
- 1954 Photographies vivantes
- 1955 Ősz (Jesien)
- 1957 Egyszer volt… (Byl sobie raz) (társrendező: Jan Lenica)
- 1957 Nagrodzone uczucia (társrendező: Jan Lenica)
- 1958 Ház (Dom) (társrendező: Jan Lenica)
- 1958 Iskola (L’École)
- 1959 Űrhajósok (Les Astronautes) (társrendező: Chris Marker)
- 1962 Le Concert de M. et Mme. Kabal
- 1963 Holy Smoke
- 1963 L’Encyclopédie de grand-maman
- 1963 Renaissance
- 1964 Angyaljáték (Les Jeux des anges)
- 1965 Le Dictionnaire de Joachim
- 1966 Rosalie
- 1967 Diptyque
- 1967 Gavotte
- 1967 Monsieur és Madame Kabal színháza (Théâtre de M. et Mme. Kabal)
- 1969 Le Phonographe
- 1973 Une collection particulière
- 1975 Brief von Paris
- 1977 L’Amour monstre de tous les temps
- 1979 L’Armoire
- 1984 Scherzo infernal
- 1986–1991 Série rose (tévésorozat, a L'experte Halima, az Un traitement justifié, a Le lotus d'or és az Almanach des adresses des demoiselles de Paris című epizódok)

### Játékfilmek
- 1968 Goto, a szerelem szigete (Goto, l'île d'amour)
- 1971 Vér és liliom (Blanche)
- 1974 Erkölcstelen mesék (Contes immoraux)
- 1975 A bűn története (Dzieje grzechu)
- 1975 A bestia / A szörnyeteg / Az állat (La Bête)
- 1976 Periféria / A legkülső körön (La Marge)
- 1977 Egy kolostor belsejében / A zárda mélyén (Interno di un convento)
- 1979 Magángyűjtemények (Collections privées, a L'Armoire című epizód)
- 1979 A romlás démonai (Les Héroïnes du mal)
- 1980 Lulu
- 1981 Doktor Jekyll és a nők / Doktor Jekyll és Miss Osbourne különös története (Docteur Jekyll et les femmes)
- 1983 A szerelem művészete (Ars amandi)
- 1987 Emmanuelle V
- 1988 Szerelmi rítus / Szerelmi szertartás (Cérémonie d'amour)

## Fontosabb díjak és jelölések

### BAFTA-díj
- 1960 jelölés Ház, legjobb animációs film (megosztva Jan Lenicával)

### Berlini filmfesztivál
- 1966 díj Rosalie (Ezüst Medve a legjobb rövidfilmnek)
- 1972 díj Vér és liliom (Interfilm Grand Prix)

### Cannes-i filmfesztivál
- 1975 Arany Pálma-jelölés A bűn története

### Locarnói filmfesztivál
- 1966 különdíj Rosalie (legjobb rövidfilm)